# Willy Ascherl
Willy Ascherl (Fürth, 7 januari 1902 – Meißen, 8 augustus 1929) was een Duits voetballer.

## Loopbaan
Ascherl begon bij de jeugd van SpVgg Fürth, maar maakte dan de overstap naar het kleinere TV 1860 Fürth. In 1922 keerde hij terug naar SpVgg Fürth. In 1923 won hij met de Zuid-Duitse selectie de Bundespokal tegen de West-Duitse selectie. Ook werd hij met zijn team de Zuid-Duitse kampioen en nam daardoor deel aan de nationale eindronde. In de eerste wedstrijd tegen de Breslauer Sportfreunde maakte hij twee doelpunten in de 4-0 overwinning. In de halve finale verloor de club van SC Union 06 Oberschöneweide. In 1924 werd hij opgeroepen voor het nationale elftal toen Duitsland in Amsterdam tegen Nederland speelde. Duitsland won met 0-1 en zijn teamgenoot Karl Auer maakte het doelpunt. In de competitie werd de club vicekampioen van Zuid-Duitsland en miste zo de nationale eindronde. Nadat de club in 1925 tweede werd in de Beierse competitie achter 1. FC Nürnberg werden ze het jaar erna slechts derde, echter wonnen ze wel de Zuid-Duitse beker en mochten ze daardoor wel aan de eindronde nemen. Hier werden ze tweede achter FC Bayern München, maar sinds 1925 mochten er drie clubs per federatie naar de eindronde. Na overwinningen op FC Viktoria Forst, Breslauer SC 08 en Holstein Kiel plaatste de club zich voor de finale tegen Hertha BSC. Fürth domineerde de wedstrijd en won met 4-1, Acherl maakte het laatste doelpunt.
Als vicekampioen van Zuid-Duitsland namen ze het jaar erop opnieuw deel aan de eindronde en na een overwinning op de Breslauer Sportfreunde werden de Berliner Kickers met 9-0 afgemaakt. De halve finale voor 25.000 toeschouwers in Leipzig was een heruitgave van de finale van het jaar ervoor, echter trok Hertha deze keer aan het langste eind. In zijn laatste seizoen bij Fürth slaagde hij er niet in om de nationale eindronde te bereiken. In totaal scoorde hij zeven goals voor Fürth in de nationale eindronde. In 1928 wisselde hij in november na acht wedstrijden, waarin hij vier keer scoorde naar Meißner SV 08 dat in de Oost-Saksische competitie speelde. Echter mocht hij van de DFB niet voor de club uitkomen omdat men vermoedde dat hij om financiële redenen naar de club gegaan was, wat destijds nog verboden was. Daarom werd hij aanvankelijk trainer van de club maar speelde er uiteindelijk toch voor. Hij overleed op amper 27-jarige leeftijd ten gevolgde van een darmbreuk.